# 和泉正哲
和泉正哲（いずみまさのり、1930年（昭和5年）- ）は、日本の建築構造学者。東北大学名誉教授。東北大学退官後は東北芸術工科大学教授、清水建設常任顧問・技術研究所基礎研究室(和泉研究室)主宰。東北大学建築学科時代は構造力学研究室を開設。一般財団法人 波多野ファミリスクール 教育アドバイザー
評議員。日本雪工学会理事。
1953年（昭和28年）、東京大学工学部建築学科卒業。1955年（昭和30年）、同大学大学院数物系研究科修士課程修了。1958年（昭和33年）、同大学院研究科博士課程修了。同年、建設省建築研究所入所。第三研究部構造研究室配属。1968年（昭和43年）、構造研究室長就任。1970年（昭和45年）、振動研究室長就任。1972年（昭和47年）から東北大学工学部教授。1986年（昭和61年）から1990年（平成2）までは工学部付属耐震構造実験施設長併任。
1985年日本建築学会賞論文賞。1992年科学技術庁長官賞受賞。建築構造物の設計用荷重ならびに構造安全性の研究と耐震技術の国内外における教育・普及に対する貢献で2008年日本建築学会賞大賞受賞。

## 著書
- 和泉正哲『建築構造力学』培風館、1984年。 NCID BN01677116。
- 和泉正哲『建築技術者のための電子計算機の応用』オーム社、1963年。 NCID BN04290655。
- 和泉正哲（研究代表者）『内陸地震による強震動の予測,地盤・構造物・都市機能の障害とその対策に関する研究』A-4-7、［出版者不明］〈文部省科学研究費重点領域研究自然災害の予測と防災力研究成果〉、1993年。 NCID BA73501747。